# Край (КНР)

Край (1952—1953 провинциальные границы)

Край (кит. упр. 大行政区, пиньинь Dàxíngzhèngqū) — административно-территориальная единица КНР, существовавшая в 1946—1954 годах. В настоящее время (XXI век) названия соответствующих краёв носят регионы Китая.
Всего в период с 1946 по 1950 годы было создано 6 краёв, которые охватывали почти всю территорию КНР. В состав краёв входили провинции. В итоге к 1951 году состав краёв был таким:
- Северный Китай: провинции Пинъюань, Суйюань, Хэбэй, Чахар, Шаньси. Города Пекин, Тяньцзинь
- Северо-Восточный Китай: провинции Гирин, Жэхэ, Ляодун, Ляоси, Сунцзян, Хэйлунцзян. Города Аньшань, Бэньси, Фушунь, Шэньян, Порт Артур и Дальний
- Северо-Западный Китай: провинции Ганьсу, Нинся, Синьцзян, Цинхай, Шэньси. Город Сиань
- Восточный Китай: провинции Аньхой, Тайвань (формально), Фуцзянь, Цзянсу, Чжэцзян, Шаньдун. Города Нанкин, Шанхай
- Центрально-Южный Китай: провинции Гуандун, Гуанси, Хубэй, Хунань, Хэнань, Цзянси. Города Кантон, Ухань
- Юго-Западный Китай: провинции Гуйчжоу, Сикан, Сычуань, Юньнань. Город Чунцин. Автономная область Тибет.

Внутренняя Монголия не входила в состав краёв.
В 1954 году все края были упразднены.